# Katalonien-Rundfahrt 2024
Die Katalonien-Rundfahrt 2024 war die 103. Austragung des spanischen Etappenrennens. Das Radrennen fand vom 18. bis zum 24. März im Rahmen von sieben Etappen statt und war Teil der UCI WorldTour 2024.
Den Gesamtsieg sicherte sich der Slowene Tadej Pogačar (UAE Team Emirates), der zudem vier Etappen gewann und sich auch in der Punkte- und Bergwertung durchsetzte. Auf den nachfolgenden Plätzen folgten Mikel Landa (Soudal Quick-Step) mit einem Rückstand von drei Minuten und 41 Sekunden, sowie Egan Bernal (Ineos Grenadiers), der bereits fünf Minuten und drei Sekunden zurücklag. Der beste Nachwuchsfahrer war der Franzose Lenny Martinez (Groupama-FDJ). In der Mannschaftswertung setzte sich das Team Bahrain Victorious durch.

## Streckenführung
Insgesamt legten die Fahrer auf den sieben Etappen 1173,4 Kilometer zurück. Es standen vier hüglige und drei Bergetappen auf dem Programm, die alle mit einer Bergankunft zu Ende gingen. Die Rundfahrt begann in Sant Feliu de Guíxols in der Provinz Girona, ehe es bereits am zweiten Abschnitt in die Pyrenäen ging. Hier fanden zwei Bergankünfte in Vallter (2135 m) und Port Ainé (1960 m) statt. Die vierte Etappe führte die Fahrer aus den Pyrenäen hinaus und endete in Lleida. Im Anschluss wurde die Rundfahrt in an der Mittelmeerküste in Altafulla fortgesetzt, ehe das Ziel des fünften Abschnitts in Viladecans erreicht wurde. Die anschließende sechste Etappe führte über mehrere Anstiege der Serra d'Ensija-els Rasos de Peguera und endete mit einer Bergankunft beim Santuari de Queralt auf einer Höhe von 1150 Metern. Am letzten Tag fand der traditionelle Abschluss des Etappenrennens auf einem Rundkurs um den Montjuïc statt.
| Etappe         | Datum             | Strecke                                       | Typ                 | km     |
| -------------- | ----------------- | --------------------------------------------- | ------------------- | ------ |
| 1              | Mo, 18. März 2024 | Sant Feliu de Guíxols – Sant Feliu de Guíxols | Mittelgebirgsetappe | 173,9  |
| 2              | Di, 19. März 2024 | Mataró – Vallter 2000                         | Hochgebirgsetappe   | 186,5  |
| 3              | Mi, 20. März 2024 | Sant Joan de les Abadesses – Port Ainé        | Hochgebirgsetappe   | 176,7  |
| 4              | Do, 21. März 2024 | Sort – Lleida                                 | Mittelgebirgsetappe | 169    |
| 5              | Fr, 22. März 2024 | Altafulla – Viladecans                        | Mittelgebirgsetappe | 167,3  |
| 6              | Sa, 23. März 2024 | Berga – Queralt                               | Hochgebirgsetappe   | 154,7  |
| 7              | So, 24. März 2024 | Barcelona – Barcelona                         | Mittelgebirgsetappe | 145,3  |
| Gesamtdistanz: | Gesamtdistanz:    | Gesamtdistanz:                                | Gesamtdistanz:      | 1173,4 |

## Reglement
Im Rahmen der 103. Auflage wurden Trikots für die Gesamtwertung (weiß/grün), Punktewertung (weiß/blau), Bergwertung (weiß/rot) und Nachwuchswertung (weiß/orange) vergeben. Zusätzlich gab es eine Teamwertung und ein Trikot für den besten katalanischen Fahrer (schwarz). Nach jeder Etappe wurde der aktivste Fahrer von einer Jury bestimmt. Dieser trug am anschließenden Etappentag eine grüne Rückennummer.
Für die Teamwertung wurden die Zeiten der drei besten Fahrer pro Etappe zusammengezählt. Während den Etappen gab es die Möglichkeit, Zeitbonifikationen zu gewinnen, um sich in der Gesamtwertung zu verbessern. Die Vergabe der Sekunden sowie der Punkte für die Punkte- und Bergwertung wird in der folgenden Tabelle erklärt:
|                 |                      | 1. | 2. | 3. | 4. | 5. | 6. | Platz    |
| Punktewertung   | Zielankunft          | 10 | 6  | 4  |    |    |    | Punkte   |
| Punktewertung   | Zwischensprint       | 3  | 2  | 1  |    |    |    | Punkte   |
| Bergwertung     | 'Especial' Kategorie | 26 | 20 | 16 | 14 | 12 | 10 | Punkte   |
| Bergwertung     | 1. Kategorie         | 10 | 8  | 6  | 4  | 2  | 1  | Punkte   |
| Bergwertung     | 2. Kategorie         | 5  | 3  | 2  | 1  |    |    | Punkte   |
| Bergwertung     | 3. Kategorie         | 3  | 2  | 1  |    |    |    | Punkte   |
| Bonussekununden | Zielankunft          | 10 | 6  | 4  |    |    |    | Sekunden |
| Bonussekununden | Zwischensprint       | 3  | 2  | 1  |    |    |    | Sekunden |

## Teilnehmende Mannschaften und Fahrer
Neben den 18 UCI WorldTeams gingen auch 7 UCI ProTeams bei der Rundfahrt an den Start. Für jedes Team waren sieben Fahrer startberechtigt.
Als Top-Favorit galt der Slowene Tadej Pogačar (UAE Team Emirates), der mit João Almeida, Pavel Sivakov und Jay Vine auf starke Teamkollegen bauen konnte. Weitere bekannte Gesamtklassement-Fahrer, die bei der Rundfahrt starten, waren Sepp Kuss, Cian Uijtdebroeks (beide Team Visma-Lease a Bike), Geraint Thomas, Egan Bernal (beide Ineos Greandiers), Simon Yates (Team Jayco AlUla), Enric Mas, Nairo Quintana (beide Movistar Team), Mikel Landa, Ilan Van Wilder (beide Soudal Quick-Step), Alexander Wlassow, Sergio Higuita (beide Bora-hansgrohe), Michael Woods (Israel-Premier Tech) Wout Poels, Damiano Caruso, Jack Haig (alle Bahrain Victorious), Hugh Carthy (EF Education-EasyPost), Lenny Martinez (Groupama-FDJ), Andreas Leknessund (Uno-X Mobility) und Guillaume Martin (Cofidis).
Aufgrund des anspruchsvollen Terrains starteten neben Bryan Coquard (Cofidis), Marijn van den Berg (EF Education-EasyPost) und Ethan Hayter (Ineos Grenadiers) nur wenige endschnelle Fahrer bei der Rundfahrt.
| UCI WorldTeams | UCI WorldTeams                  | UCI WorldTeams | UCI WorldTeams        | UCI WorldTeams | UCI WorldTeams            | UCI ProTeams | UCI ProTeams           |
| -------------- | ------------------------------- | -------------- | --------------------- | -------------- | ------------------------- | ------------ | ---------------------- |
| ADC            | Alpecin-Deceuninck              | EFE            | EF Education-EasyPost | DFP            | Team dsm-firmenich PostNL | BBH          | Burgos-BH              |
| ARK            | Arkéa-B&B Hotels                | GFC            | Groupama-FDJ          | JAY            | Team Jayco AlUla          | CJR          | Caja Rural-Seguros RGA |
| AST            | Astana Qazaqstan Team           | IGD            | Ineos Grenadiers      | TVL            | Team Visma-Lease a Bike   | EKP          | Equipo Kern Pharma     |
| TBV            | Bahrain Victorious              | IWA            | Intermarché-Wanty     | UAD            | UAE Team Emirates         | EUS          | Euskaltel-Euskadi      |
| BOH            | Bora-Hansgrohe                  | LTK            | Lidl-Trek             |                |                           | IPT          | Israel-Premier Tech    |
| COF            | Cofidis                         | MOV            | Movistar Team         |                |                           | LDT          | Lotto Dstny            |
| DAT            | Decathlon AG2R La Mondiale Team | SOQ            | Soudal Quick-Step     |                |                           | UXM          | Uno-X Mobility         |

## Rennverlauf und Ergebnisse
Die erste Etappe gewann der Australier Nick Schultz (Israel-Premier Tech), der sich auf dem letzten Kilometer, kurz vor der leicht ansteigenden Zielgerade vom Hauptfeld absetzte. Dahinter sprintete Tadej Pogačar (UAE Team Emirates) auf Rang zwei, gefolgt von Stephen Williams (Israel-Premier Tech), wobei die drei Spitzenreiter zwei Sekunden auf die restlichen Fahrer herausfuhren. Auf der Zielgeraden war Egan Bernal (Ineos Grenadiers) in einen Sturz involviert, verlor jedoch aufgrund der 3-Kilometer-Regel keine Zeit im Gesamtklassement. Zuvor hatte der Kolumbianer bei dem letzten Zwischensprint drei Bonussekunden geholt. Nick Schultz schlüpfte als erster Fahrer in das Führungstrikot und lag nun zwei Sekunden vor Tadej Pogačar, der sich beim Zwischensprint ebenfalls zwei Bonussekunden gesichert hatte. Zu den Verlierern des Tages zählte Simon Yates (Jayco AlUla), der bereits nach der ersten Etappe rund eine Minute zurücklag.
Die Bergankunft der zweiten Etappe in Vallter 2000 gewann der Slowene Tadej Pogačar mit einem Vorsprung von einer Minute und 23 Sekunden. Der Slowene setzte sich bei kaltem Regen rund 6,5 Kilometer vor dem Ziel in der Schlusssteigung von den anderen Gesamtklassement-Fahrern ab. Dahinter belegte Mikel Landa (Soudal Quick-Step) den zweiten Rang gefolgt von Alexander Wlassow (Bora-hansgrohe), der zwei weitere Sekunden einbüßte. Mit mehr als eineinhalb Minuten Rückstand folgten João Almeida (UAE Team Emirates), Lenny Martinez (Groupama-FDJ), Chris Harper (Jayco AlUla), Egan Bernal und Enric Mas (Movistar) auf den nachfolgenden Plätzen. In der Gesamtwertung lag Tadej Pogačar aufgrund der Zeitbonifikationen bereits eine Minute und 35 Sekunden vor Mikel Landa. Alexander Wlassow wies als Gesamtdritter einen Rückstand von einer Minute und 38 Sekunden auf.
Tadej Pogačar gewann auch die Bergankunft der dritten Etappe, wobei er sich diesmal mit einem Vorsprung von 48 Sekunden vor Mikel Landa durchsetzte. Dahinter folgten Antonio Tiberi, Wout Poels (beide Bahrain Victorious) und Sepp Kuss (Visma-Lease a Bike) mit einem Rückstand von einer Minute und drei Sekunden, ehe Alexander Wlassow sieben Sekunden später eine kleine Gruppe über die Ziellinie führte. Tadej Pogačar baute seinen Vorsprung auf Mikel Landa auf zwei Minuten und 27 Sekunden aus, während Alexander Wlassow bereits zwei Minuten und 55 Sekunden zurücklag.
Die vierte Etappe endete im ersten Massensprint, den Marijn van den Berg (EF Education-EasyPost) vor Arne Marit (Intermarché-Wanty) und Emīls Liepiņš (dsm-firmenich PostNL) gewann. In der Gesamtwertung kam es zu keinen nennenswertenVeränderungen, wobei sich Wout Poels, Sepp Kuss und Antonio Tiberi Zeitbonifikationen beim letzten Zwischensprint sicherten.
Auch die fünfte Etappe ging in einem Massensprint zu Ende, nachdem sich kurz vor dem Ziel zwei große Gruppen zusammengefunden hatten. Diesmal setzte sich Axel Laurance (Alpecin-Deceuninck) vor Marijn van den Berg und Bryan Coquard (Cofidis) durch. Im Verlauf des Tages sicherte sich der Gesamtsechste Enric Mas insgesamt drei Bonussekunden. Antonio Tiberi holte zwei Sekunden und Sepp Kuss ließ sich eine Sekunde gutschreiben.
Die sechste Etappe führte erneut zu großen Zeitabständen und untermauerte die Dominanz des gesamtführenden Tadej Pogačar. Nachdem sich das Hauptfeld bereits zur Hälfte der Etappe am Coll de Pradell in kleine Gruppen geteilt hatte und bekannte Fahrer wie Sepp Kuss und Cian Uijtdebroeks (beide Visma-Lease a Bike) zurückgefallen waren, griff der Slowenen 29 Kilometer vor dem Ziel an im Anstieg des Collada de Sant Isidre an. Sein Vorsprung bei der Zielankunft beim Santuari de Queralt betrug schlussendlich 57 Sekunden auf Egan Bernal und Mikel Landa, die die letzten Kilometer zu zweit bestritten. Dahinter folgten Enric Mas, Chris Harper, Antonio Tiberi, João Almaida und Lenny Martinez mit mehr als zwei Minuten Rückstand. Alexander Wlassow verlor im Schlussanstieg den Kontakt zu der ersten größeren Verfolgergruppe und verlor mit einem Rückstand von zwei Minuten und 38 Sekunden seinen dritten Gesamtrang. Tadej Pogačar lag nun drei Minuten und 31 Sekunden vor Mikel Landa und vier Minuten und 53 Sekunden vor Egan Bernal, der sich um sechs Positionen verbessert hatte.
Die siebte und letzte Etappe wurde traditionell auf dem Rundkurs am Montjuïc ausgetragen. Während des Etappenverlaufs kam es zu zahlreichen Angriffen, wobei sich letztendlich der Gesamtsieger Tadej Pogačar im Sprint aus einer kleinen Gruppe vor Dorian Godon (Decathlon AG2R La Mondiale) und Guillaume Martin (Cofidis) durchsetzte. Nach vier Etappensiegen gewann Tadej Pogačar die Gesamtwertung mit einem Vorsprung von drei Minuten und 41 Sekunden.

### Etappe 1: Sant Feliu de Guíxols – Sant Feliu de Guíxols (173,9 km)
Die erste Etappe wurde auf hügligen Schleifen um Sant Feliu de Guíxols ausgetragen. Nach 29,8 Kilometern wurden im Anschluss an die nicht-kategorisierte Alt de Romanyà ein Bergwertung der 3. Kategorie auf der Alt de la Ganga (210 m) abgenommen, die sich Kenny Elissonde (Cofidis) sicherte. Der Franzose hatte sich in der frühen Rennphase gemeinsam mit Mikel Bizkarra (Euskaltel-Euskadi), Simone Petilli (Intermarché-Wanty), Alex Baudin (Decathlon AG2R La Mondiale) und Ådne Holter (Uno-X Mobility) vom Hauptfeld abgesetzt. Nach 40,3 Kilometern erfolgte der erste Zwischensprint in La Bisbal d’Empordà, bevor mit der Alt dels Angels (460 m) eine Steigung der 2. Kategorie in Angriff genommen wurde. Mikel Bizkarra sicherte sich vor Simone Petilli und Ådne Holter die meisten Zeitbonifikationen, musste sich bei der Bergwertung jedoch erneut Kenny Elissonde geschlagen geben. Nachdem die Kuppe bei Kilometer 55,3 überquert worden war, folgte eine längere Abfahrt, die Fahrer nach Girona führte. Nun drehte die Fahrtrichtung gen Süden, ehe sich Mikel Bizkarra auch beim zweiten Zwischensprint in Cassà de la Selva nach 75,8 Kilometern durchsetzte. Nach einer kurzen nicht-kategorisierten Steigung wurde Tossa de Mar erreicht, von wo aus die Strecke entlang der Küste zum Zielort Sant Feliu de Guíxols führte. Nachdem die erste Zieldurchfahrt bei Kilometer 122 erfolgt war, nahmen die Fahrer den abschließenden Rundkurs in Angriff, der zunächst flach ins nördliche Llagostera führte. Hier erfolgte 30,6 Kilometer vor dem Ziel der letzte Zwischensprint, bevor die Fahrtrichtung erneut gen Süden drehte. Da die Ausreißergruppe zu diesem Zeitpunkt bereits eingeholt worden war, gingen die meisten Zeitbonifikationen an Egan Bernal (Ineos Grenadiers). Hinter dem Kolumbianer ließen sich Tadej Pogačar (UAE Team Emirates) und Laurens De Plus (Ineos Grenadiers) die verbliebenen Sekunden gutschreiben. Über das Massís de Cadiretes gelangten die Fahrer zurück zur Küste und überquerten dabei die Alt de Sant Grau (465 m), die als Anstieg der 2. Kategorie auf einer Länge von 8,3 Kilometern eine durchschnittliche Steigung von 3,7 % aufwies. In der Auffahrt verloren die ersten Fahrer den Kontakt zum Hauptfeld, ehe Marc Soler (UAE Team Emirates) das Fahrerfeld über die Kuppe führte. Die letzten 19,9 Kilometer verliefen meist abfallend nach Sant Feliu de Guíxols, wo sich das Ziel auf der leicht ansteigenden Ctra. de Girona befand.
| Platz | Fahrer            | Nation | Team                            | Zeit                   |
| ----- | ----------------- | ------ | ------------------------------- | ---------------------- |
| 01.   | Nick Schultz      | AUS    | Israel-Premier Tech             | 4:11:38 h (41,46 km/h) |
| 02.   | Tadej Pogačar     | SLO    | UAE Team Emirates               | "                      |
| 03.   | Stephen Williams  | GBR    | Israel-Premier Tech             | "                      |
| 04.   | Dorian Godon      | FRA    | Decathlon AG2R La Mondiale Team | + 0:02 min             |
| 05.   | Axel Laurance     | FRA    | Alpecin-Deceuninck              | "                      |
| 06.   | Rémy Rochas       | FRA    | Groupama-FDJ                    | "                      |
| 07.   | Ilan Van Wilder   | BEL    | Soudal Quick-Step               | "                      |
| 08.   | Alexander Wlassow | RUS    | Bora-hansgrohe                  | "                      |
| 09.   | Sepp Kuss         | USA    | Team Visma-Lease a Bike         | "                      |
| 10.   | Harold Tejada     | COL    | Astana Qazaqstan Team           | "                      |

| Platz | Fahrer            | Nation | Team                            | Zeit       |
| ----- | ----------------- | ------ | ------------------------------- | ---------- |
| 01.   | Nick Schultz      | AUS    | Israel-Premier Tech             | 4:11:28 h  |
| 02.   | Tadej Pogačar     | SLO    | UAE Team Emirates               | + 0:02 min |
| 03.   | Stephen Williams  | GBR    | Israel-Premier Tech             | + 0:06 min |
| 04.   | Laurens De Plus   | BEL    | Ineos Grenadiers                | + 0:09 min |
| 05.   | Dorian Godon      | FRA    | Decathlon AG2R La Mondiale Team | + 0:10 min |
| 06.   | Axel Laurance     | FRA    | Alpecin-Deceuninck              | "          |
| 07.   | Rémy Rochas       | FRA    | Groupama-FDJ                    | "          |
| 08.   | Ilan Van Wilder   | BEL    | Soudal Quick-Step               | "          |
| 09.   | Alexander Wlassow | RUS    | Bora-hansgrohe                  | "          |
| 10.   | Sepp Kuss         | USA    | Team Visma-Lease a Bike         | "          |

### Etappe 2: Mataró – Vallter 2000 (186,5 km)
Die zweite Etappe startete in Mataró und endete mit einer Bergankunft in Vallter 2000 auf einer Höhe von 2135 Metern. Die ersten 25 Kilometer verliefen entlang der Mittelmeerküste, ehe die Fahrer bei Malgrat de Mar ins Hinterland abbogen. Hier setzten sich mit Kevin Colleoni (Intermarché-Wanty), Jimmy Janssens (Alpecin-Deceuninck), Xabier Isasa (Euskaltel-Euskadi), Samuel Fernández (Caja Rural-Seguros RGA), Sainbajaryn Dschambaldschamts (Burgos-BH) und Álex Jaime (Kern Pharma) sechs Fahrer vom Hauptfeld ab. Über Maçanet de la Selva und Girona, wo der erste Zwischensprint bei Kilometer 74 erfolgte, geht es nun nach Banyoles, ehe die nicht-kategorisierte Auffahrt auf den Coll de Caselles in Angriff genommen wurde. Nach einer kurzen Abfahrt wurde in Olot bei Kilometer 127,7 der zweite Zwischensprint ausgefahren, wobei sich zum zweiten Mal Xabier Isasa durchsetzte. Im Anschluss begann die Straße erneut zu steigen und führte auf den Coll de Coubet, der mit einer Höhe von 960 Metern als Bergwertung der 1. Kategorie klassifiziert worden war. Im Anstieg setzten sich mit Jimmy Janssens und Samuel Fernández zwei Fahrer von der Ausreißergruppe ab, wobei letzterer auf der Kuppe bei Kilometer 138,6 überquert die meisten Punkte holte. Nun folgte eine weitere kurze Abfahrt nach Sant Joan de les Abadesses, von wo aus die Straße stetig ansteigend über Sant Pau de Segúries, Camprodon und Setcases nach Vallter 2000 führte. In Camprodon wurde 22,5 Kilometer vor dem Ziel der letzte Zwischensprint ausgefahren, den Jimmy Janssens gewann. Der Belgier wurde zudem als letzter Fahrer der Ausreißergruppe eingeholt. Auf den letzten 21 Kilometern lag die Durchschnittssteigung des Schlussanstiegs bei 5,5 %, wobei in der zweiten Hälfte Kilometerschnitte von mehr als 10 % erreicht wurden. Die Auffahrt nach Vallter 2000 galt als Bergwertung der 'Especial' Kategorie.
| Platz | Fahrer            | Nation | Team               | Zeit                   |
| ----- | ----------------- | ------ | ------------------ | ---------------------- |
| 01.   | Tadej Pogačar     | SLO    | UAE Team Emirates  | 4:52:37 h (38,23 km/h) |
| 02.   | Mikel Landa       | ESP    | Soudal Quick-Step  | + 1:23 min             |
| 03.   | Alexander Wlassow | RUS    | Bora-hansgrohe     | + 1:24 min             |
| 04.   | João Almeida      | POR    | UAE Team Emirates  | + 1:38 min             |
| 05.   | Lenny Martinez    | FRA    | Groupama-FDJ       | + 1:43 min             |
| 06.   | Chris Harper      | AUS    | Team Jayco AlUla   | + 1:44 min             |
| 07.   | Egan Bernal       | COL    | Ineos Grenadiers   | + 1:47 min             |
| 08.   | Enric Mas         | ESP    | Movistar Team      | + 1:49 min             |
| 09.   | Wout Poels        | NED    | Bahrain Victorious | + 2:03 min             |
| 10.   | José Manuel Díaz  | ESP    | Burgos-BH          | "                      |

| Platz | Fahrer            | Nation | Team                    | Zeit       |
| ----- | ----------------- | ------ | ----------------------- | ---------- |
| 01.   | Tadej Pogačar     | SLO    | UAE Team Emirates       | 9:03:57 h  |
| 02.   | Mikel Landa       | ESP    | Soudal Quick-Step       | + 1:35 min |
| 03.   | Alexander Wlassow | RUS    | Bora-hansgrohe          | + 1:38 min |
| 04.   | João Almeida      | POR    | UAE Team Emirates       | + 1:56 min |
| 05.   | Lenny Martinez    | FRA    | Groupama-FDJ            | + 2:01 min |
| 06.   | Chris Harper      | AUS    | Team Jayco AlUla        | + 2:02 min |
| 07.   | Egan Bernal       | COL    | Ineos Grenadiers        | "          |
| 08.   | Enric Mas         | ESP    | Movistar Team           | + 2:07 min |
| 09.   | Sepp Kuss         | USA    | Team Visma-Lease a Bike | + 2:21 min |
| 10.   | José Manuel Díaz  | ESP    | Burgos-BH               | "          |

### Etappe 3: Sant Joan de les Abadesses – Port Ainé (176,7 km)
Die dritte Etappe hatte ihren Ausgangspunkt in Sant Joan de les Abadesses und führte über zwei Pyrenäen-Pässe nach Port Ainé, wo eine Bergankunft auf einer Höhe von 1960 Metern stattfand. Die ersten zehn Kilometer verliefen leicht abschüssig nach Ripoll, ehe die knapp 40 Kilometer lange Auffahrt auf den 1770 Meter hohen Port de Toses erfolgte. Dieser war als Bergwertung der 1. Kategorie klassifiziert worden und wurde nach 41,9 Kilometern überquert. Nachdem sich im Anstieg eine elf Fahrer umfassende Ausreißergruppe gebildet hatte, sicherte sich Harold Tejada (Astana Qazaqstan) vor Juan Pedro López (Lidl-Trek) und Hugh Carthy (EF Education-EasyPost) die meisten Punkte im Kampf um die Bergwertung. Im Anschluss folgte eine längere, flache Abfahrt, die die Fahrer über Alp und Martinet nach La Seu d’Urgell leitete. Kurz drauf erfolgte bei Kilometer 104,2 der erste Zwischensprint in Montferrer i Castellbò, bevor der Port del Cantó (1715 m) in Angriff genommen wurde, der als Steigung der 'Especial' Kategorie klassifiziert worden war. Beim Zwischensprint sicherte sich Hugh Carthy vor Ethan Hayter (Ineos Grenadiers) und Mauri Vansevenant (Soudal Quick-Step), ehe erneut Harold Tejada nach 132,9 Kilometern über die Bergwertung führte. Nun folgte eine Abfahrt nach Sort, wo die Straße erneut zu steigen begann und ins nahegelegene Rialp führte. Hier wurde 20,2 Kilometer vor dem Ziel der letzte Zwischensprint des Tages ausgefahren. Nachdem die Ausreißergruppe eingeholt worden war, sicherte sich Alexander Wlassow (Bora-hansgrohe) vor Marc Soler und Pavel Sivakov (beide UAE Team Emirates) die meisten Zeitbonifikationen. Kurz darauf bogen die Fahrer von der breiten C-13 ab und nahmen den Schlussanstieg nach Port Ainé in Angriff, der als Bergwertung der 'Especial' Kategorie klassifiziert worden war. Auf den letzten 18,5 Kilometern lag die durchschnittliche Steigung bei 6,6 %, wobei fünf Kilometer vor dem Ziel eine kurze Zwischenabfahrt erfolgte.
| Platz | Fahrer              | Nation | Team                    | Zeit                   |
| ----- | ------------------- | ------ | ----------------------- | ---------------------- |
| 01.   | Tadej Pogačar       | SLO    | UAE Team Emirates       | 4:34:25 h (38,63 km/h) |
| 02.   | Mikel Landa         | ESP    | Soudal Quick-Step       | + 0:48 min             |
| 03.   | Antonio Tiberi      | ITA    | Bahrain Victorious      | + 1:03 min             |
| 04.   | Wout Poels          | NED    | Bahrain Victorious      | "                      |
| 05.   | Sepp Kuss           | USA    | Team Visma-Lease a Bike | "                      |
| 06.   | Alexander Wlassow   | RUS    | Bora-hansgrohe          | + 1:10 min             |
| 07.   | Christián Rodríguez | ESP    | Arkéa-B&B Hotels        | "                      |
| 08.   | Chris Harper        | AUS    | Team Jayco AlUla        | "                      |
| 09.   | Lenny Martinez      | FRA    | Groupama-FDJ            | "                      |
| 10.   | Enric Mas           | ESP    | Movistar Team           | "                      |

| Platz | Fahrer            | Nation | Team                    | Zeit       |
| ----- | ----------------- | ------ | ----------------------- | ---------- |
| 01.   | Tadej Pogačar     | SLO    | UAE Team Emirates       | 13:38:12 h |
| 02.   | Mikel Landa       | ESP    | Soudal Quick-Step       | + 2:27 min |
| 03.   | Alexander Wlassow | RUS    | Bora-hansgrohe          | + 2:55 min |
| 04.   | Lenny Martinez    | FRA    | Groupama-FDJ            | + 3:21 min |
| 05.   | Chris Harper      | AUS    | Team Jayco AlUla        | + 3:22 min |
| 06.   | Enric Mas         | ESP    | Movistar Team           | + 3:27 min |
| 07.   | Sepp Kuss         | USA    | Team Visma-Lease a Bike | + 3:34 min |
| 08.   | Wout Poels        | NED    | Bahrain Victorious      | "          |
| 09.   | Egan Bernal       | COL    | Ineos Grenadiers        | + 3:50 min |
| 10.   | João Almeida      | POR    | UAE Team Emirates       | + 3:52 min |

### Etappe 4: Sort – Lleida (169 km)
Die vierte Etappe führte von Sort nach Lleida und leitete die Fahrer aus den Pyrenäen. Die ersten 60 Kilometer verliefen leicht abschüssig, wobei die Ortschaften von La Pobla de Segur und Tremp durchfahren wurden. Mit Urko Berrade (Kern Pharma), Idar Andersen (Uno-X Mobility) und Thomas De Gendt (Lotto Dstny) setzten sich drei Fahrer vom Hauptfeld ab. Beim Embassament de Terradets querten die Fahrer die Serra del Montsec über die C-13, ehe sie rechts auf die C-12 abbogen und von Àger aus den Port d’Àger (900 m) in Angriff nahmen. Nachdem die Passhöhe des Anstiegs der 2. Kategorie bei Kilometer 73,5 passiert worden war und sich Thomas De Gendt die meisten Punkte gesichert hatte, folgte eine längere Abfahrt mit mehreren Gegensteigungen, die nach Balaguer führte. Hier wurde 68,8 Kilometer vor dem Ziel der erste Zwischensprint ausgefahren. Kurz darauf folgten 53,5 und 29,2 Kilometer vor dem Ziel die beiden weiteren Zwischensprints, die in Linyola und Les Borges Blanques stattfanden. Bei den ersten beiden Zwischensprints setzte sich Thomas De Gendt vor Idar Andersen und Urko Berrade durch, ehe das Trio eingeholt wurde. Beim letzten Zwischensprint sicherte sich Wout Poels (Bahrain Victorious) vor Sepp Kuss (Visma-Lease a Bike) und Antonio Tiberi (Bahrain Victorious) die meisten Zeitbonifikationen. Nun drehte die Fahrtrichtung erstmals gegen Norden, ehe die letzten Kilometer flach über Torregrossa nach Lleida führten.
| Platz | Fahrer              | Nation | Team                            | Zeit                   |
| ----- | ------------------- | ------ | ------------------------------- | ---------------------- |
| 01.   | Marijn van den Berg | NED    | EF Education-EasyPost           | 3:40:19 h (46,07 km/h) |
| 02.   | Arne Marit          | BEL    | Intermarché-Wanty               | "                      |
| 03.   | Emīls Liepiņš       | LAT    | Team dsm-firmenich PostNL       | "                      |
| 04.   | Bryan Coquard       | FRA    | Cofidis                         | "                      |
| 05.   | Axel Laurance       | FRA    | Alpecin-Deceuninck              | "                      |
| 06.   | Cyril Barthe        | FRA    | Groupama-FDJ                    | "                      |
| 07.   | Ethan Hayter        | GBR    | Ineos Grenadiers                | "                      |
| 08.   | Dorian Godon        | FRA    | Decathlon AG2R La Mondiale Team | "                      |
| 09.   | Orluis Aular        | VEN    | Caja Rural-Seguros RGA          | "                      |
| 10.   | Jacopo Mosca        | ITA    | Lidl-Trek                       | "                      |

| Platz | Fahrer            | Nation | Team                    | Zeit       |
| ----- | ----------------- | ------ | ----------------------- | ---------- |
| 01.   | Tadej Pogačar     | SLO    | UAE Team Emirates       | 17:18:31 h |
| 02.   | Mikel Landa       | ESP    | Soudal Quick-Step       | + 2:27 min |
| 03.   | Alexander Wlassow | RUS    | Bora-hansgrohe          | + 2:55 min |
| 04.   | Lenny Martinez    | FRA    | Groupama-FDJ            | + 3:21 min |
| 05.   | Chris Harper      | AUS    | Team Jayco AlUla        | + 3:22 min |
| 06.   | Enric Mas         | ESP    | Movistar Team           | + 3:27 min |
| 07.   | Wout Poels        | NED    | Bahrain Victorious      | + 3:31 min |
| 08.   | Sepp Kuss         | USA    | Team Visma-Lease a Bike | + 3:32 min |
| 09.   | Egan Bernal       | COL    | Ineos Grenadiers        | + 3:50 min |
| 10.   | João Almeida      | POR    | UAE Team Emirates       | + 3:52 min |

### Etappe 5: Altafulla – Viladecans (167,3 km)
Die fünfte Etappe führte von Altafulla über teils hügliges Terrain nach Viladecans. Vorbei an Tarragona ging es zunächst nach Nulles, ehe in La Bisbal del Penedès bei Kilometer 49,2 der erste Zwischensprint ausgefahren wurde. Da sich zu diesem Zeitpunkt noch keine Fluchtgruppe gebildet hatte, sicherten sich Iván García Cortina, Enric Mas (beide Movistar) und Sepp Kuss (Vimsa-Lease a Bike) die Zeitbonifikationen aus dem Peloton. Im Anschluss begann die Auffahrt auf den Coll de los Ventoses (560 m), der als Bergwertung der 2. Kategorie klassifiziert worden war. Nach 64,9 Kilometern überquerte Attila Valter (Vimsa-Lease a Bike) als erster die Kuppe des Passes erreicht, wobei die Straße nach einer kurzen Abfahrt anschließend leicht bergauf bis Pontons führte. Nun folgte eine lange Abfahrt, ehe Sant Martí Sarroca und Sant Sadurní d’Anoia durchfahren wurden und der nicht kategorisierte Anstieg nach Sant Llorenç d’Hortons folgte. Hier setzte sich eine fünf Fahrer umfassende Ausreißergruppe ab, die jedoch bereits vor der nächsten Bergwertung gestellt wurde. Im Anschluss drehte die Fahrtrichtung gen Süden und führte nach einer weiteren Abfahrt zum Anstieg der Alt de la Creu d’Aragall, die kurz vor Corbera de Llobregat ihren höchsten Punkt 29,9 Kilometer vor dem Ziel erreichte. Mit einer Höhe von 505 Metern war diese ebenfalls als Bergwertung der 2. Kategorie klassifiziert worden. Hier sicherte sich Óscar Rodríguez (Ineos Grenadiers) vor Georg Steinhauser (EF Education-EasyPost) und George Bennett (Israel-Premier Tech) die meisten Punkte aus dem stark reduzierten Hauptfeld. Im Finale wurde 14,7 Kilometer vor dem Ziel in Sant Vicenç dels Horts der letzte Zwischensprint ausgefahren, wobei sich Javier Romo (Movistar) vor Antonio Tiberi (Bahrain Victorious) und Enric Mas die meisten Zeitbonifikationen holte. Nachdem ein weiterer Ausreißversuch einer kleinen Gruppe abgewehrt worden war und eine größere Verfolgergruppe zum Hauptfeld aufgeschlossen hatte, kam es in Viladecans bei den Style Outlets zum Massensprint.
| Platz | Fahrer                  | Nation | Team                            | Zeit                   |
| ----- | ----------------------- | ------ | ------------------------------- | ---------------------- |
| 01.   | Axel Laurance           | FRA    | Alpecin-Deceuninck              | 3:36:05 h (46,45 km/h) |
| 02.   | Marijn van den Berg     | NED    | EF Education-EasyPost           | "                      |
| 03.   | Bryan Coquard           | FRA    | Cofidis                         | "                      |
| 04.   | Orluis Aular            | VEN    | Caja Rural-Seguros RGA          | "                      |
| 05.   | Stephen Williams        | GBR    | Israel-Premier Tech             | "                      |
| 06.   | Patrick Konrad          | AUT    | Lidl-Trek                       | "                      |
| 07.   | Dorian Godon            | FRA    | Decathlon AG2R La Mondiale Team | "                      |
| 08.   | Pau Miquel Delgado      | ESP    | Equipo Kern Pharma              | "                      |
| 09.   | Fernando Barcelo Aragon | ESP    | Caja Rural-Seguros RGA          | "                      |
| 10.   | Frank van den Broek     | NED    | Team dsm-firmenich PostNL       | "                      |

| Platz | Fahrer            | Nation | Team                    | Zeit       |
| ----- | ----------------- | ------ | ----------------------- | ---------- |
| 01.   | Tadej Pogačar     | SLO    | UAE Team Emirates       | 20:54:36 h |
| 02.   | Mikel Landa       | ESP    | Soudal Quick-Step       | + 2:27 min |
| 03.   | Alexander Wlassow | RUS    | Bora-hansgrohe          | + 2:55 min |
| 04.   | Lenny Martinez    | FRA    | Groupama-FDJ            | + 3:21 min |
| 05.   | Chris Harper      | AUS    | Team Jayco AlUla        | + 3:22 min |
| 06.   | Enric Mas         | ESP    | Movistar Team           | + 3:24 min |
| 07.   | Sepp Kuss         | USA    | Team Visma-Lease a Bike | + 3:31 min |
| 08.   | Wout Poels        | NED    | Bahrain Victorious      | "          |
| 09.   | Egan Bernal       | COL    | Ineos Grenadiers        | + 3:50 min |
| 10.   | João Almeida      | POR    | UAE Team Emirates       | + 3:52 min |

### Etappe 6: Berga – Queralt (154,7 km)
Die sechste Etappe startete in Berga und ging mit der letzten Bergankunft in der Serra de Queralt auf einer Höhe von 1150 Metern zu Ende. Die Strecke führte durch die Serra d'Ensija-els Rasos de Peguera und umfasste fünf kategorisierte Anstiege. Zunächst ging es über den Pantà de la Baells nach Borredà, wo bei Kilometer 17,6 der erste Zwischensprint ausgefahren wurde. Bei diesem sicherte sich Hugh Carthy (EF Education-EasyPost) die meisten Zeitbonifikationen, nachdem er sich unmittelbar nach dem Start mit Bauke Mollema (Lidl-Trek) vom Hauptfeld abgetzt hatte. Im Anschluss begann die Auffahrt auf den Coll de la Batallola (1185 m), der als Bergwertung der 3. Kategorie klassifiziert worden war und bei Kilometer 29,7 erreicht wurde. Nach der Abfahrt bogen die Fahrer rechts auf die GI-402 ab, ehe sie den Collet de Cal Ros (1410 m) in Angriff nahmen, der nach 57,1 Kilometern nahe Castellar de n’Hug überquert wurde. Nach dem Zwischensprint fuhr Hugh Carthy auf als erster über die frühen Bergwertungen. Nun führte die Strecke über La Pobla de Lillet auf den Coll de Pradell, der mit einer Höhe von 1735 Metern, den höchsten Punkt der Etappe markierte. Dieser wurde etwa zur Hälfte der Renndistanz nach 95 Kilometern erreicht und galt mit seinen steilen Rampen als Anstieg der 'Especial' Kategorie. Im Anstieg wurden die beiden Ausreißer eingeholt und das Hauptfeld zerfiel in mehrere kleine Gruppen, wobei Marc Soler vor Tadej Pogačar (beide UAE Team Emirates) und Mikel Landa (Soudal Quick-Step) eine zwölf Fahrer umfassende Spitzengruppe über die Kuppe führte. Über Maçaners folgte nun eine Schleife, über die die Fahrer zurück auf die C-16 gelangten, ehe sie kurz darauf links auf eine schmale Straße abbogen, die auf den Collada de Sant Isidre (1140 m) führte. Dieser Anstieg der 1. Kategorie wurde nach 128 Kilometern als vorletzte Bergwertung überquert. Im oberen Teil der Steigung setzte sich Tadej Pogačar von den restlichen Fahrern ab. Dahinter überquerten Mikel Landa und Egan Bernal (Ineos Grenadiers) die Kuppe mit mehreren Sekunden Rückstand. Über La Nou de Berguedà und entlang des Ufers des Pantà de la Baells folgte nun ein längeres Flachstück mit zwei kurzen Steigungen, das die Fahrer zurück nach Berga leitete, wo 5,8 Kilometer vor dem Ziel der zweite Zwischensprint erfolgte. Hinter Tadej Pogačar sicherten sich Mikel Landa und Egan Bernal die verbliebenen Zeitbonifikationen. Der Schlussanstieg verlief auf der BV-4241 und BV-4242 und führte zum Santuari de Queralt, das sich auf einer Höhe von 1150 Metern befindet. Die kurvenreiche Auffahrt wies auf einer Länge von 5,8 Kilometern eine Steigung von 5,5 % auf, wobei die letzten 2,5 Kilometer im Schnitt mit 7,5 % zum Ziel führten.
| Platz | Fahrer            | Nation | Team                  | Zeit                   |
| ----- | ----------------- | ------ | --------------------- | ---------------------- |
| 01.   | Tadej Pogačar     | SLO    | UAE Team Emirates     | 4:11:53 h (36,85 km/h) |
| 02.   | Egan Bernal       | COL    | Ineos Grenadiers      | + 0:57 min             |
| 03.   | Mikel Landa       | ESP    | Soudal Quick-Step     | + 0:57 min             |
| 04.   | Enric Mas         | ESP    | Movistar Team         | + 2:14 min             |
| 05.   | Chris Harper      | AUS    | Team Jayco AlUla      | + 2:16 min             |
| 06.   | Antonio Tiberi    | ITA    | Bahrain Victorious    | + 2:16 min             |
| 07.   | João Almeida      | POR    | UAE Team Emirates     | + 2:18 min             |
| 08.   | Lenny Martinez    | FRA    | Groupama-FDJ          | + 2:18 min             |
| 09.   | Lorenzo Fortunato | ITA    | Astana Qazaqstan Team | + 2:34 min             |
| 10.   | Alexander Wlassow | RUS    | Bora-hansgrohe        | + 2:38 min             |

| Platz | Fahrer            | Nation | Team                  | Zeit       |
| ----- | ----------------- | ------ | --------------------- | ---------- |
| 01.   | Tadej Pogačar     | SLO    | UAE Team Emirates     | 25:06:16 h |
| 02.   | Mikel Landa       | ESP    | Soudal Quick-Step     | + 3:31 min |
| 03.   | Egan Bernal       | COL    | Ineos Grenadiers      | + 4:53 min |
| 04.   | Alexander Wlassow | RUS    | Bora-hansgrohe        | + 5:46 min |
| 05.   | Enric Mas         | ESP    | Movistar Team         | + 5:51 min |
| 06.   | Chris Harper      | AUS    | Team Jayco AlUla      | "          |
| 07.   | Lenny Martinez    | FRA    | Groupama-FDJ          | + 5:52 min |
| 08.   | Antonio Tiberi    | ITA    | Bahrain Victorious    | + 6:23 min |
| 09.   | João Almeida      | POR    | UAE Team Emirates     | "          |
| 10.   | Lorenzo Fortunato | ITA    | Astana Qazaqstan Team | + 7:17 min |

### Etappe 7: Barcelona – Barcelona (145,3 km)
Die siebte und letzte Etappe startete und endete in Barcelona, wo der finale Rundkurs am Montjuïc befahren wurde. Auf den ersten Metern führte die Strecke zum Ufer des Llobregat, dem die Fahrer stromaufwärts ins Hinterland von Barcelona folgten. Hier setzten sich mit Georg Steinhauser (EF Education-EasyPost), Ander Okamika (Burgos-BH), Jimmy Janssens (Alpecin-Deceuninck), Idar Andersen (Uno-X Mobility) und Harrison Wood (Cofidis) fünf Fahrer vom Hauptfeld ab. Kurz nach Sant Vicenç dels Horts begann die Auffahrt auf den Coll de la Creu d’Ordal (495 m), dessen höchster Punkt nach 36,5 Kilometern erreicht wurde. Jimmy Janssens sicherte sich vor Idar Andersen und Ander Okamika die meisten Punkte. Nun führte die Strecke leicht abschüssig gen Westen, ehe die Fahrtrichtung in Avinyó Nou in Richtung Süden drehte. Nach Begues erfolgte eine Abfahrt, die die Fahrer ins küstennahe Gavà leitet, wo bei Kilometer 72,9 der erste Zwischensprint erfolgte. 2,4 Kilometer später wurde in Castelldefels der zweite Zwischensprint ausgefahren. Die erste Wertung sicherte sich Idar Andersen, ehe sich Jimmy Jannsens im zweiten Zwischensprint durchsetzte. Nun führte die Strecke entlang der Küste und vorbei am Flughafen Barcelona-El Prat zum finalen Rundkurs am Montjuïc, der sechs Mal absolviert werden musste. Dieser war 7,8 Kilometer lang und führte auf die Alt del Castell de Montjuïc (105 m), die im oberen Teil Steigungsprozente von über 10 % aufwies. Auf jeder Runde wurde hier am höchsten Punkt eine Bergwertung der 2. Kategorie abgenommen. Nachdem Idar Andersen über die ersten beiden Bergwertungen geführt hatte, war es der Deutsche Georg Steinhauser der sich die nächsten beiden sicherte, ehe er als letzter Fahrer der Ausreißergruppe eingeholt wurde. Die letzten beiden Bergwertungen sicherten sich Tadej Pogačar (UAE Team Emirates) und Stephen Williams (Israel-Premier Tech). Das Ziel befand sich vor dem Font Màgica de Montjuïc.
| Platz | Fahrer            | Nation | Team                            | Zeit                   |
| ----- | ----------------- | ------ | ------------------------------- | ---------------------- |
| 01.   | Tadej Pogačar     | SLO    | UAE Team Emirates               | 3:15:23 h (44,62 km/h) |
| 02.   | Dorian Godon      | FRA    | Decathlon AG2R La Mondiale Team | "                      |
| 03.   | Guillaume Martin  | FRA    | Cofidis                         | "                      |
| 04.   | Stephen Williams  | GBR    | Israel-Premier Tech             | "                      |
| 05.   | Patrick Konrad    | AUT    | Lidl-Trek                       | "                      |
| 06.   | Sergio Higuita    | COL    | Bora-hansgrohe                  | "                      |
| 07.   | David González    | ESP    | Caja Rural-Seguros RGA          | "                      |
| 08.   | Antonio Tiberi    | ITA    | Bahrain Victorious              | "                      |
| 09.   | Alexander Wlassow | RUS    | Bora-hansgrohe                  | "                      |
| 10.   | Wout Poels        | NED    | Bahrain Victorious              | "                      |

| Platz | Fahrer            | Nation | Team                  | Zeit       |
| ----- | ----------------- | ------ | --------------------- | ---------- |
| 01.   | Tadej Pogačar     | SLO    | UAE Team Emirates     | 28:21:29 h |
| 02.   | Mikel Landa       | ESP    | Soudal Quick-Step     | + 3:41 min |
| 03.   | Egan Bernal       | COL    | Ineos Grenadiers      | + 5:03 min |
| 04.   | Alexander Wlassow | RUS    | Bora-hansgrohe        | + 5:56 min |
| 05.   | Enric Mas         | ESP    | Movistar Team         | + 6:01 min |
| 06.   | Chris Harper      | AUS    | Team Jayco AlUla      | "          |
| 07.   | Lenny Martinez    | FRA    | Groupama-FDJ          | + 6:02 min |
| 08.   | Antonio Tiberi    | ITA    | Bahrain Victorious    | + 6:33 min |
| 09.   | João Almeida      | POR    | UAE Team Emirates     | "          |
| 10.   | Lorenzo Fortunato | ITA    | Astana Qazaqstan Team | + 7:27 min |

## Vergabe der UCI-Punkte
Die Katalonien-Rundfahrt war Teil der UCI WorldTour 2024. Während des Rennens werden UCI-Punkte vergeben, die sich auf die Platzierung der Fahrer und Mannschaften im UCI Ranking auswirken. Die Punktevergabe erfolgte nach folgendem Schlüssel:
| Platzierung    | 1.  | 2.  | 3.  | 4.  | 5.  | 6.  | 7.  | 8.  | 9. | 10. | Anmerkung                               |
| -------------- | --- | --- | --- | --- | --- | --- | --- | --- | -- | --- | --------------------------------------- |
| Gesamtwertung  | 400 | 320 | 260 | 220 | 180 | 140 | 120 | 100 | 80 | 68  | gestaffelt bis zum 60. Platz (2 Punkte) |
| Punktewertung  | 8   | —   | —   | —   | —   | —   | —   | —   | —  | —   |                                         |
| Bergwertung    | 8   | —   | —   | —   | —   | —   | —   | —   | —  | —   |                                         |
| Etappenwertung | 50  | 30  | 25  | 20  | 15  | 10  | 8   | 6   | 3  | 1   |                                         |
| Gesamtwertung  | 8   | —   | —   | —   | —   | —   | —   | —   | —  | —   | Gesamtführender nach jeder Etappe       |

## Wertungen im Verlauf
| Etappe         | Etappensieger       | Gesamtwertung | Sprintwertung | Bergwertung     | Nachwuchswertung | Teamwertung         | altivster Fahrer |
| -------------- | ------------------- | ------------- | ------------- | --------------- | ---------------- | ------------------- | ---------------- |
| 1              | Nick Schultz        | Nick Schultz  | Nick Schultz  | Kenny Elissonde | Axel Laurance    | Israel-Premier Tech | Mikel Bizkarra   |
| 2              | Tadej Pogačar       | Tadej Pogačar | Tadej Pogačar | Tadej Pogačar   | Lenny Martinez   | UAE Team Emirates   | Álex Jaime       |
| 3              | Tadej Pogačar       | Tadej Pogačar | Tadej Pogačar | Tadej Pogačar   | Lenny Martinez   | Movistar Team       | Harold Tejada    |
| 4              | Marijn van den Berg | Tadej Pogačar | Tadej Pogačar | Tadej Pogačar   | Lenny Martinez   | Movistar Team       | Urko Berrade     |
| 5              | Axel Laurance       | Tadej Pogačar | Tadej Pogačar | Tadej Pogačar   | Lenny Martinez   | Movistar Team       | Óscar Rodríguez  |
| 6              | Tadej Pogačar       | Tadej Pogačar | Tadej Pogačar | Tadej Pogačar   | Lenny Martinez   | Bahrain Victorious  | Tadej Pogačar    |
| 7              | Tadej Pogačar       | Tadej Pogačar | Tadej Pogačar | Tadej Pogačar   | Lenny Martinez   | Bahrain Victorious  | Ander Okamika    |
| Wertungssieger | Wertungssieger      | Tadej Pogačar | Tadej Pogačar | Tadej Pogačar   | Lenny Martinez   | Bahrain Victorious  | nicht vergeben   |